# Zealia Bishop
Zealia Bishop, née en 1897 et morte en 1968, est une écrivaine américaine de fantasy, liée à Howard Phillips Lovecraft.
Elle écrivait des nouvelles de fantasy pour Weird Tales. Cependant, elles étaient souvent relues (et réécrites) par Howard Phillips Lovecraft, sans qu'il soit crédité.
- The Curse of Yig, 1929
- The Mound, 1929-1930
- Medusa's Coil, 1939

Elle est aussi auteur de romans d'amour et d'études historiques.

## Source
- (en) Cet article est partiellement ou en totalité issu de l’article de Wikipédia en anglais intitulé « Zealia Bishop » (voir la liste des auteurs).